# Johan Norman
Johan Olof Norman, född 10 december 1937 i Lunds stadsförsamling i dåvarande Malmöhus län, död 29 april 2005 i Västerleds församling i Stockholm, var en svensk läkare och psykoanalytiker.
Efter akademiska studier blev han medicine licentiat, fick sin läkarlegitimation 1966 och verkade som socialläkare. På 1980-talet tjänstgjorde han vid Åkeshovs sjukhus. Han blev 1979 filosofie doktor då han vid Göteborgs universitet disputerade på avhandlingen Socialmedicinska studier av hemlösa män i Stockholm.
Johan Norman var son till lektor Nils Norman och Rut, ogift Johansson. Han var från 1972 gift med socialantropologen Karin Norman (född 1947). Han är far till Andreas Norman  och Ludvig Norman. Johan Norman är begravd på Skogskyrkogården i Stockholm.